# Moussonia strigosa
Moussonia strigosa là một loài thực vật có hoa trong họ Tai voi. Loài này được (C.V. Morton) Wiehler mô tả khoa học đầu tiên năm 1975.